# Provincia de Amnat Charoen
Amnat Charoen (en tailandés: อำนาจเจริญ) es una de las provincias de Tailandia. Limita, en el sentido de las agujas del reloj, con: Ubon Ratchathani, Yasothon y Mukdahan. Al este tiene frontera con la provincia de Salavan en Laos.

## Geografía
Amnat Charoen adquirió la condición de ciudad durante el reinado del rey Rama III. Al principio fue administrada desde Nakhon Khemarat, y más tarde desde Ubon Ratchathani. Se convirtió en una provincia por derecho propio el 12 de enero de 1993, cuando se separó de Ubon Ratchathani. Por lo tanto, es una de las tres provincias más jóvenes de Tailandia.

## Cultura
Los mayores templos son el Wat Tham Saeng Phet y Wat Phra Lao Thep Nimit. El parque Buddha Utthayan, situado justo al norte de la ciudad de Amnat Charoen, es conocido por su gran imagen de Buda, Phra Mongkhon Ming Muang, que es el símbolo de la provincia.
Ubicado a 40 kilómetros de Amnat Charoen, el parque botánico Don Chao Pu reúne especies de bosque mixto caducifolio. Es el hogar de diversas especies silvestres, muchas de las cuales pueden ser fácilmente avistadas. El parque alberga un santuario sagrado, así como la imagen de Buda en la posición de nacimiento, la iluminación, el primer sermón y recostado.

## Símbolos provinciales
En el centro del sello provincial se encuentra una imagen de Buda llamada Phra Mongkol Ming Muang. También conocido como Phra Yai (Gran Buda), esta estatua de 20 metros de alto es el más sagrado símbolo de Amnat Charoen. El árbol provincial es la Hopea ferrea

## División administrativa
La provincia se divide en 7 distritos (Amphoe), que a su vez se dividen en 56 comunas (tambon) y 653 aldeas (muban).
| 1. Mueang Amnat Charoen 2. Chanuman 3. Pathum Ratchawongsa 4. Phana | 1. Senangkhanikhom 2. Hua Taphan 3. Lue Amnat |